# Енян
 Тази статия е за уйгурския каган.  За галския духовник вижте Аниан Орлеански.  
Енян е последният каган на Уйгурския каганат, управлявал през 846 – 848 година.
Той е избран за каган след разгрома на уйгурите от империята Тан и смъртта на по-големия си брат Уге. С оцелелите уйгури се укрива известно време при кумоси и шъуей, но преследван от войските на Тан, през 848 година заминава на запад, след което няма сведения за него.